# Liste der Naturdenkmale in Gollenberg (bei Birkenfeld)
Die Liste der Naturdenkmale in Gollenberg nennt die im Gemeindegebiet von Gollenberg ausgewiesenen Naturdenkmale (Stand 15. Juli 2013).

## Naturdenkmale
| Nr.         | Bezeichnung | Lage                                                      | Beschreibung                                               | Bild                                    |
| ----------- | ----------- | --------------------------------------------------------- | ---------------------------------------------------------- | --------------------------------------- |
| ND-7134-381 | Kreuzeichen | südlich des Ortes an der K 7; Flur Bei der Kreuzeich Lage | auch Drei Eichen; Quercus sp., drei Bäume; um 1850 gekeimt | Direkt Bild zu diesem Denkmal hochladen |